# مرغ حق سرخ‌گون
مرغ حق سرخ‌گون (نام علمی: Otus rufescens) نام یک گونه از سرده مرغ حق است.